# Akanthou/Tatlısu
Akanthou (griechisch Ακανθού, türkisch Tatlısu, früher auch Akantu oder Aqattu) ist einer der größten Orte der Karpas-Halbinsel im Osten Zyperns, an deren Westrand er liegt. Das bis 1974 ganz überwiegend von Zyperngriechen bewohnte Dorf wurde im Zuge des Bürgerkrieges geräumt und von Zyperntürken besiedelt, die wiederum abwanderten. Ab den späten 1970er Jahren wanderten Türken aus Anatolien zu. 2016 hatte das Dorf, das die Griechen Akanthou, die Türken Tatlısu nennen, wieder knapp 1500 Einwohner.

## Geschichte
Die Geschichte des Ortes reicht, mit Unterbrechungen, beinahe zehn Jahrtausende zurück.

### Neolithikum
Vier Kilometer vom Ort entfernt, am Hang des Kantara-Gebirges, befindet sich die Ausgrabungsstätte Akanthou-Arkosykos bzw. Tatlisu-Çiftlikdüzü. Die Spuren gehen auf das Neolithikum zurück, umfassen aber auch die Bronzezeit und die Antike. Der Küstenstreifen war auch als „Gestade der Achäer“ bekannt, wo Teukros, der legendäre Gründer von Salamis gelandet sein soll.
Zahlreiche Muscheln, die bearbeitet wurden und als Schmuck gedacht waren, mehrere Tausend Obsidianklingen, Knochenfragmente verschiedener Haustiere, wie Schwein oder Schaf, aber auch von Wildtieren, wie Zwergflusspferd oder Damhirsch stellten neolithische Artefakte dar, über die die türkische Archäologin Müge Şevketoğlu ihre Dissertation verfasste. Die überraschend große Siedlung aus der Zeit zwischen 8200 und 7800/7700 v. Chr. maß 470 mal 70 m. Während der Grabungskampagne des Jahres 2005 stieß man auf einen Kieferknochen und Schädelfragmente eines etwa 25-jährigen Mannes. Das um 8200 v. Chr. entstandene Arkosykos füllt die lange Zeit ungefüllte Lücke zwischen den ersten Siedlungsspuren in Aetokremnos (um 9825 v. Chr.) und dem Beginn der Chirokitia-Kultur (um 7000 v. Chr.), deren Hauptfundstätte, eine große Siedlung von vielleicht tausend Einwohnern in etwa 60 Häusern, sich 32 km südwestlich von Larnaka befindet. Die Siedler von Akanthou, die wohl aus Kleinasien kamen, brachten ihre eigenen Ziegen, Schafe, Schweine und Rinder mit, dazu Damwild, Hunde und überraschenderweise Füchse, ebenso wie Weizen, Gerste und Linsen, wahrscheinlich auch Erbsen. Sie lebten in mindestens sieben steinernen Rundhäusern. Dabei könnte die enorme Zahl an Obsidianklingen sowie die Tatsache, dass keinerlei Kerne gefunden wurden – also keine Herstellung vor Ort stattfand –, daraufhin hinweisen, dass die Siedlung ein bedeutendes Verteilzentrum im östlichen Mittelmeer war.

### Antike, Byzanz
Nördlich von Akanthou liegt die Ruinenstätte Liastrika, die inzwischen mit dem hellenistischen Aphrodision identifiziert wird. Nach Terence Bruce Mitford war Aphrodision in der späten Eisenzeit die Hauptstadt des Karpas, wurde dann jedoch durch Karpasia abgelöst, das seinerseits unter die Herrschaft von Salamis geriet. In Aphrodision bestand vermutlich ein Tempel der Aphrodite. Inzwischen entstand dort ein illegal errichtetes, dreistöckiges Hotel in der archäologisch relevanten Zone.

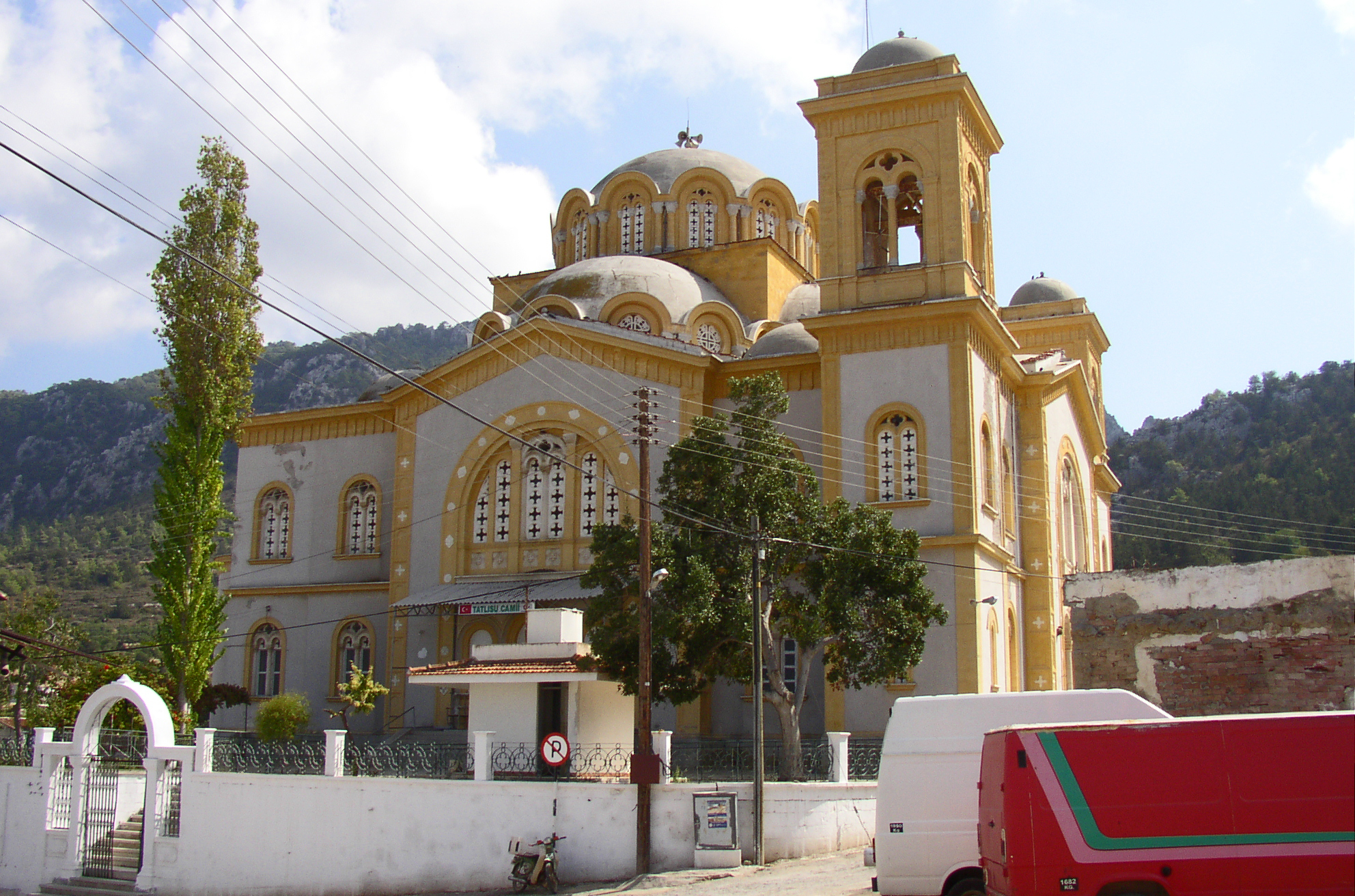
Die in eine Moschee umgewandelte und restaurierte ehemalige orthodoxe Kirche von Akanthou im Jahr 2003

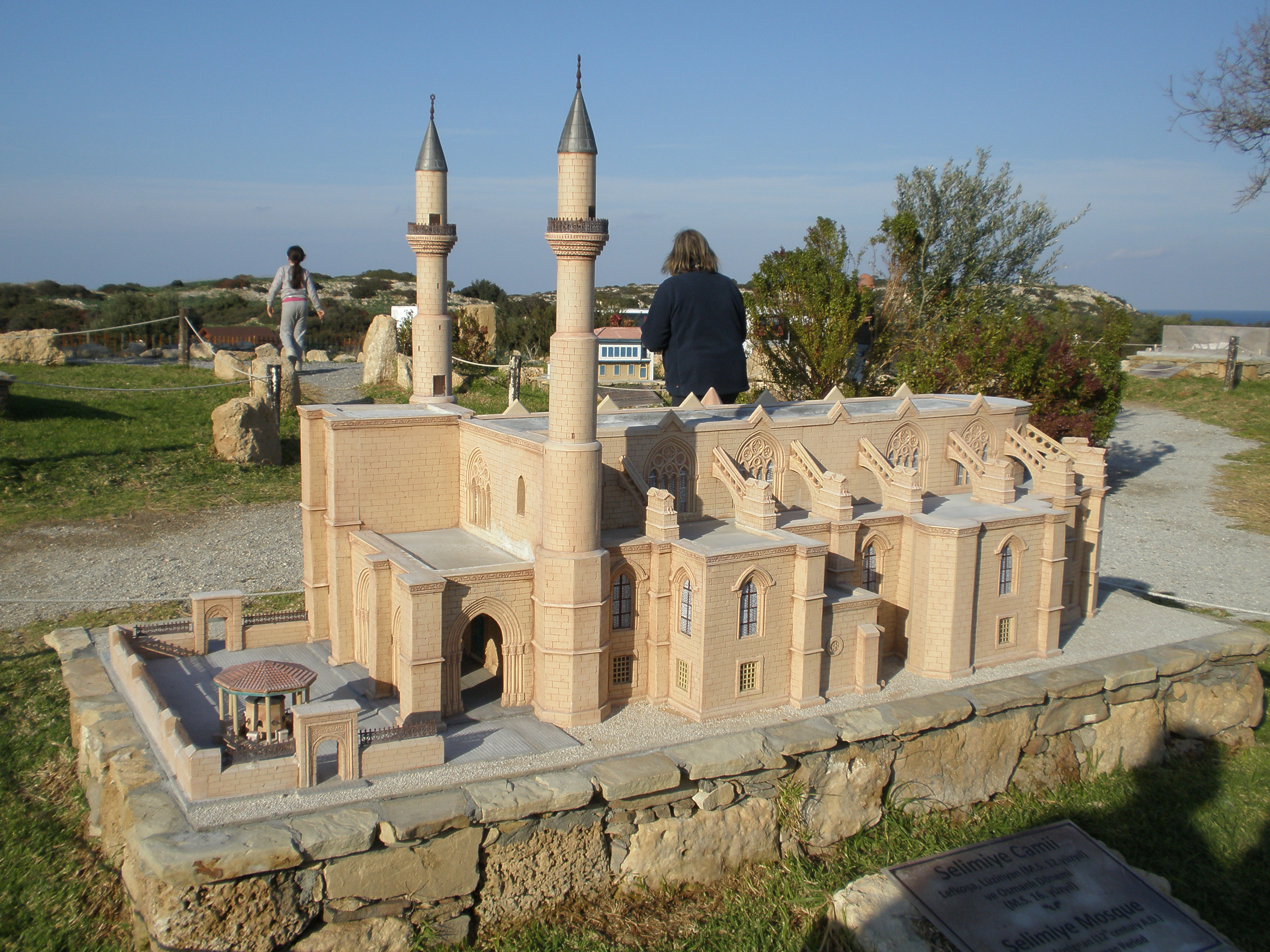
Modelle in Tatlısu, hier die Selimiye-Moschee von Nord-Nikosia-Lefkoşa

Die griechische Siedlung Akanthou entstand erst zwischen dem 7. und dem 10. Jahrhundert. Der Name geht wohl entweder auf das griechische Wort ‚anghati‘ zurück, das ‚dornig‘ oder ‚spitz‘ bedeutet, oder es geht auf eine dornige Pflanze zurück, die es nur in der Levante gibt. Der türkische Name Tatlısu wurde dem Ort 1975 in Erinnerung daran gegeben, dass die Ankömmlinge das gleichnamige Dorf im Süden der Insel hatten räumen müssen. Der Name bedeutet ‚süßes Wasser‘ oder ‚Trinkwasser‘.

### Umsiedlung, Venezianer, Osmanen
Die erste Siedlung lag an der Küste, wurde aber angesichts der Raubfahrten der Mamluken aufgegeben und an den heutigen Standort verlagert. Unter den Lusignan wurde in der Ebenen um Akanthou Zuckerrohr angebaut, wenn die Produktion im Südwesten der Insel auch immer bedeutender blieb, als die auf dem Karpas. Die Venezianer, die die Insel von 1489 bis 1570/71 beherrschten, setzten die Zuckertradition, die bis in das 10. Jahrhundert zurückreicht, auch um Akanthou fort, ebenso wie die Osmanen, die Zypern von den Venezianern eroberten. Ähnliches gilt auch für die Gewinnung von Maulbeeren.
Als 1690 die Flotte unter dem Kommando von Çıfıtoğlu Ahmet Pascha ausfuhr, um den 1685 begonnenen „Aufstand“ unter Mehmed Ağa Boyacıoğlu zu unterdrücken, segelte sie von Akanthou los, um in Kythrea die Getreidemühlen zu konfiszieren. Damit wurde den in Nikosia verschanzten Rebellen die Versorgungsgrundlage entzogen; der geflohene Boyacıoğlu wurde noch im selben Jahr hingerichtet, ebenso wie seine Gefolgsleute.
Akanthou war seit jeher von griechischen Zyprioten bewohnt. Dabei war Olivenöl auch in der Osmanenzeit eines der wichtigsten Produkte. Schon im ersten osmanischen Zensus stellten die Zyperngriechen 1831 fast 96 % der Bevölkerung des Dorfes, wobei nur Haushaltsvorstände erfasst wurden, von denen man 131 zählte. Darunter galten 10 als Türken.

### Britische Herrschaft, Unabhängigkeit, Bürgerkrieg

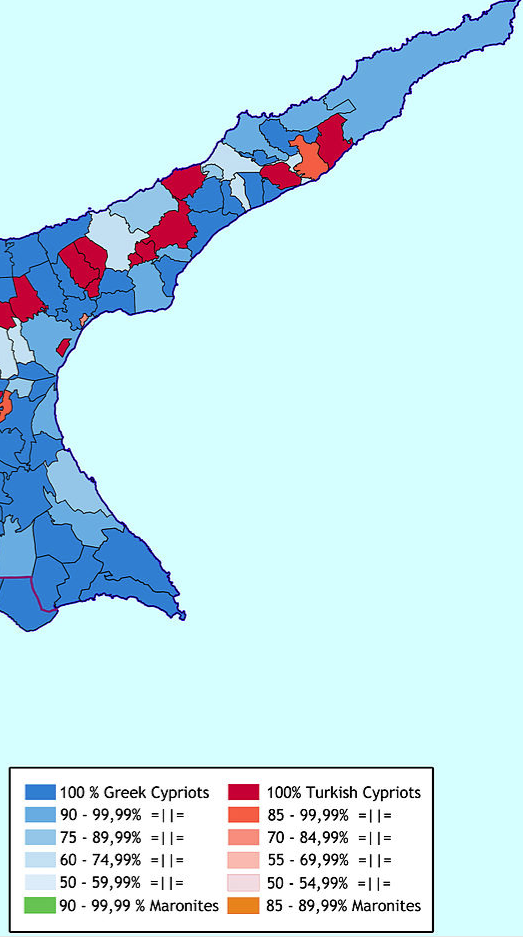
Verteilung der ethnischen Schwerpunkte im Osten Zyperns

Bis 1891, als die Briten die Insel beherrschten, stieg dieser Anteil noch leicht auf 96,6 % an, bei 1185 Einwohnern, darunter 63 Türken. Der Anteil der Muslime unter der Bevölkerung sank kontinuierlich von 63 Personen im Jahr 1891 auf acht im Jahr 1946, während das Dorf im selben Zeitraum von 1185 auf 1782 Einwohner anwuchs. Akanthou, das am Westrand des Karpas lag, wurde 1881 zur Mesaoria-Ebene geschlagen, kehrte jedoch 1891 zum Karpas zurück.

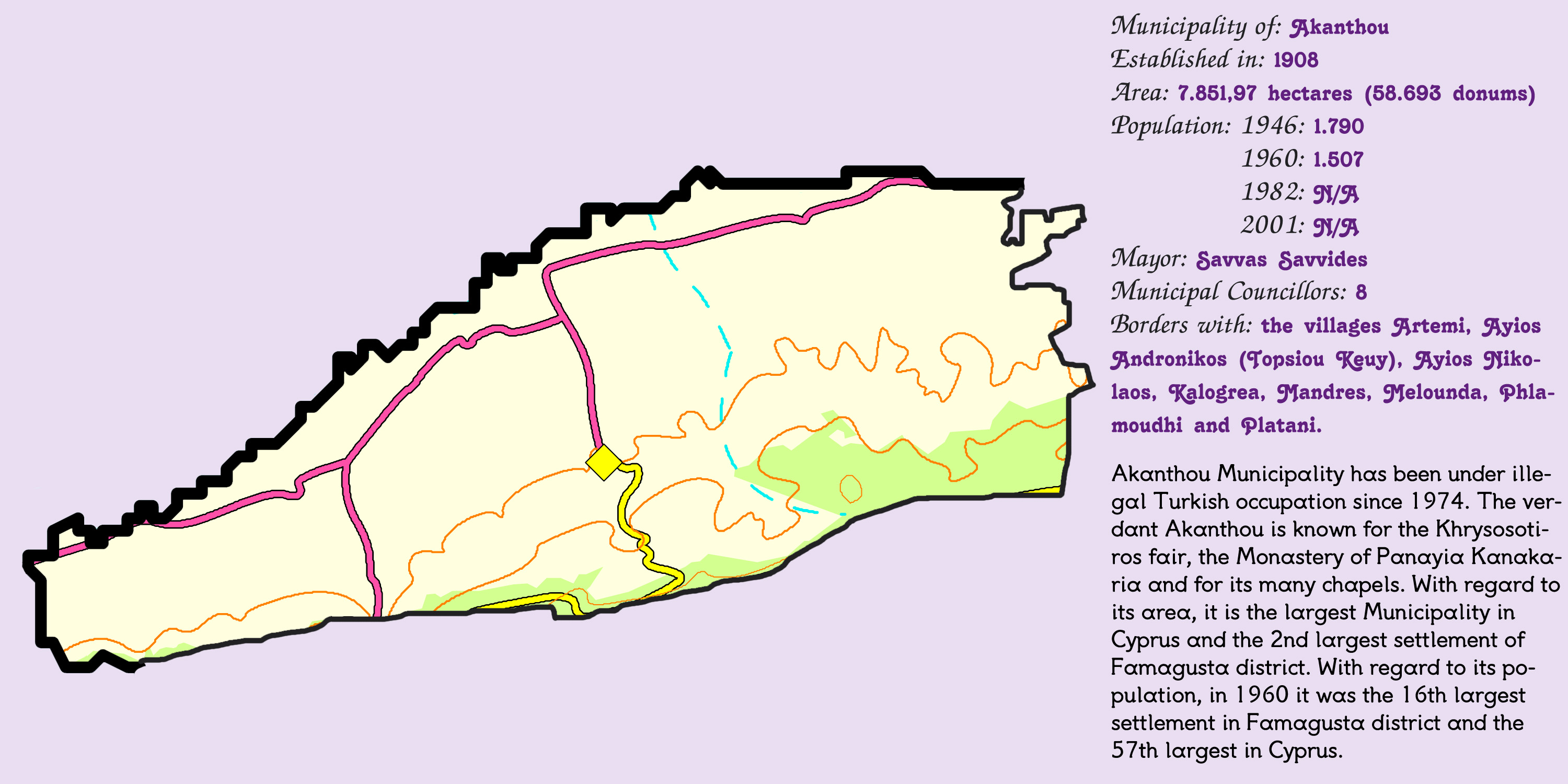
Überblickskarte

Bis 1960 hatten die letzten Türken das Dorf während der bürgerkriegsartigen Zustände verlassen, während die Zahl der Griechen, die 1960 noch bei 1507 gelegen hatte, gleichfalls sank, nämlich bis 1973 auf 1294. Im August 1974 flohen alle Bewohner vor der türkischen Armee in den Süden. Sie suchten Schutz in den Städten des Südteils von Zypern.
Zunächst wurde der verlassene Ort 1974 durch etwa 700 türkische Zyprioten aus Mari/Tatlısu besiedelt. Doch die meisten von ihnen bevorzugten gleichfalls die Nähe zu einer größeren Stadt. Als 1976 die Griechen von Belapais, wenige Kilometer südöstlich der Stadt Kyrenia gelegen, in den Süden der Insel deportiert wurden, siedelten wiederum die meisten Türken aus Tatlısu nach Belapais um. Nur etwa 100 von ihnen blieben in Akanthou.

### Erneute Umsiedlung, Zuwanderung aus Anatolien, dem Ägäis- und Schwarzmeergebiet

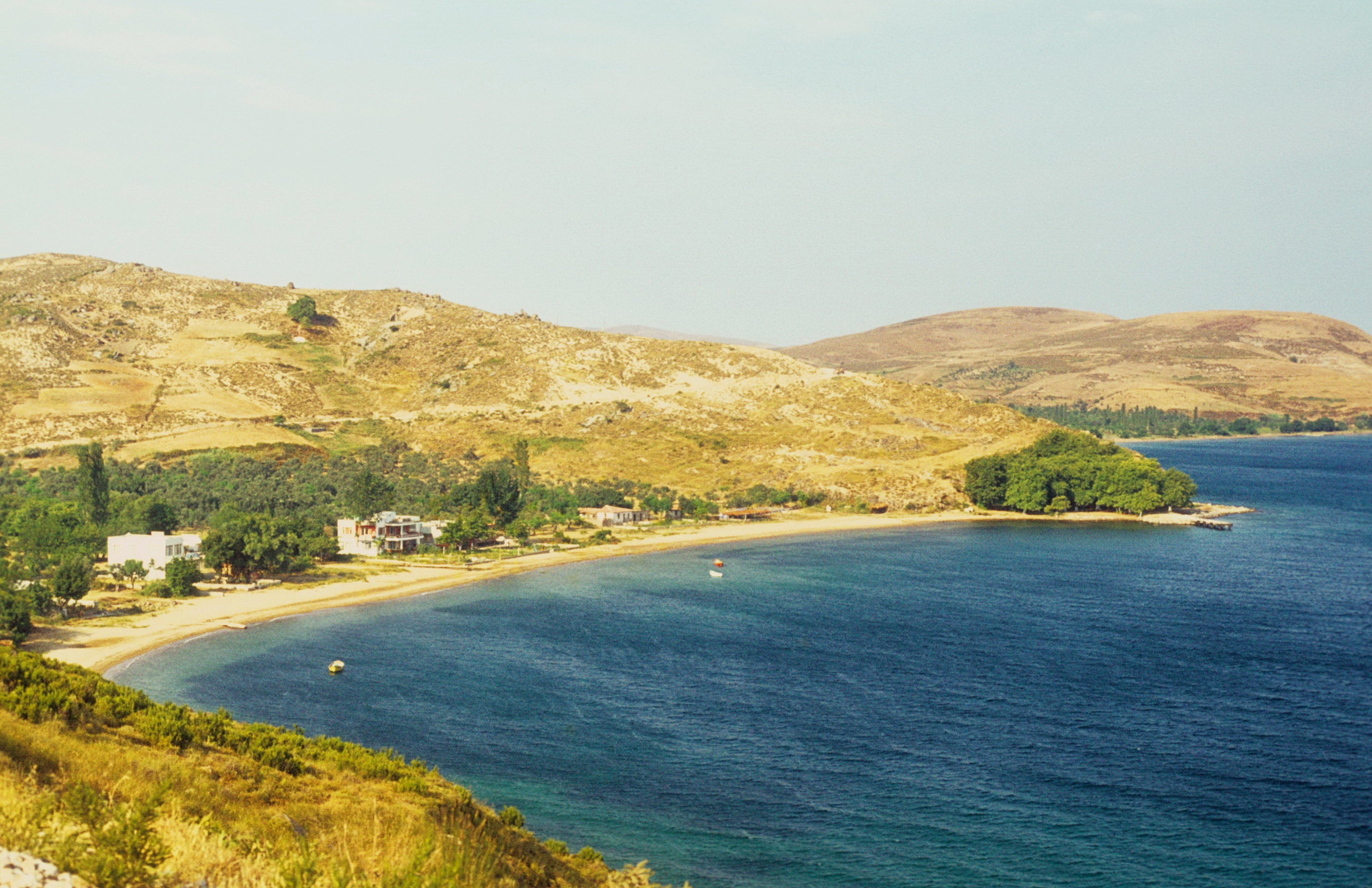
Erste Hotelbauten, 1973

Nun wurde das Dorf erneut von außerhalb besiedelt, diesmal durch Landlose aus der Türkei, die vor allem aus den Distrikten und Provinzen Konya, Adana, Araklı, Osmaniye, Çaykara, Kahramanmaraş und Gaziantep kamen. 
Im Jahr 1996 zählte man wieder 1029 Einwohner, 2006 waren es 1.160, wobei während der Sommersaison die Zahl der Bewohner auf über 2.000 ansteigt. 2011 zählte man bereits 1.459 Einwohner.